# Clément Cabanettes
Clemente Cabanettes (del francés: Clément Cabanettes) (Ambec, Aveyron, Francia, 14 de agosto de 1851 - Buenos Aires, Argentina, 14 de julio de 1910) fue un empresario y militar francés nacionalizado argentino, que fundó la ciudad bonaerense de Pigüé, junto a Francisco Issaly.

## Infancia y juventud
Clemente Cabanettes nació en Ambec, Francia, el 13 de agosto de 1851. El 28 de diciembre de 1872, a la edad de 21 años, ingresó al ejército, en el Regimiento N.º 85 de Infantería; ingresó como soldado raso, y posteriormente fue ascendido a sargento mayor. Tras este ascenso formó parte de una escuela de tiro regional, Campo de Chalons, en 1875. Dos años más tarde pasó a integrar la reserva, alcanzando el grado de subteniente.

## Llegada a la Argentina
Cabanettes llegó a Buenos Aires en 1879; deseaba establecer una academia militar en la ciudad, pero no lo hizo. Dos años más tarde, en 1881, introdujo el panteléfono, el primer servicio de comunicaciones telefónicas de Sudamérica.

### Fundación de Pigüé
Cabanettes le compró diez leguas de campo a Eduardo Casey en 1883, con el objetivo de establecer una colonia agrícola, en un paraje llamado Pihüe. A principios de diciembre de 1884, recibió a las cuarenta familias aveyronesas que darían origen a la actual localidad de Pigüé.

## Últimos años y fallecimiento
Cabanettes fue designado agente consular en la colonia el 1 de noviembre de 1891; posteriormente viajó a Buenos Aires, donde falleció el 14 de julio de 1910. Sus restos descansan en el cementerio de Pigüé.